# Francisco do Rego Barros (coronel de milícias)
Francisco do Rego Barros (Pernambuco, c. 1770 — ?) foi um proprietário rural e militar português do Brasil colonial.
Filho de Maria Rita de Albuquerque e de Sebastião Antônio de Barros e Melo, foi coronel de regimento de milícias da vila do Cabo de Santo Agostinho, Pernambuco, e senhor do engenho Trapiche, naquela mesma vila.
Foi casado duas vezes, sendo a segunda com Maria Ana Francisca de Paula Cavalcânti de Albuquerque, filha de Filipa Cavalcânti de Melo e de Francisco Xavier Cavalcânti de Albuquerque, e irmã do coronel Francisco de Paula Cavalcânti de Albuquerque, que participou da Revolução de 1817. Eles tiveram os seguintes filhos:
- Ana Maria Francisca de Paula Cavalcânti de Albuquerque (? - 2 de setembro de 1876[1]), casada com Inácio de Barros Barreto;
- Maria Ana Francisca de Paula Cavalcânti de Albuquerque e Melo (c. 1788 - Ipojuca, 21 de março de 1879[2]), casada com o Afonso de Albuquerque Maranhão;
- Maria da Conceição do Rego Barros (1797 - Recife, 27 de setembro de 1887[3]), casada com seu primo Manuel Francisco de Paula Cavalcânti de Albuquerque, barão de Muribeca;
- Luísa Francisca de Paula Cavalcânti de Albuquerque (1799 - Recife, 3 de janeiro de 1889), casada com Francisco de Paula Cavalcânti de Albuquerque Lacerda, comandante superior da Guarda Nacional de Goiana, assassinado em 1847;
- João do Rego Barros, barão de Ipojuca;
- Francisco do Rego Barros, conde de Boa Vista;
- Sebastião Antônio do Rego Barros;
- Manuel do Rego Barros, fidalgo cavaleiro da Casa Imperial.[4]